# Saxlehner-mauzóleum
A Saxlehner-mauzóleum a budapesti Fiumei úti sírkert egyik, mára már elpusztult, nagy méretű síremléke volt.

## Története
Az 1849-ben megnyílt új temető kerítéseinél falsírboltokat alakítottak ki, ahová jellemzően gazdag és/vagy híres emberek temetkeztek.

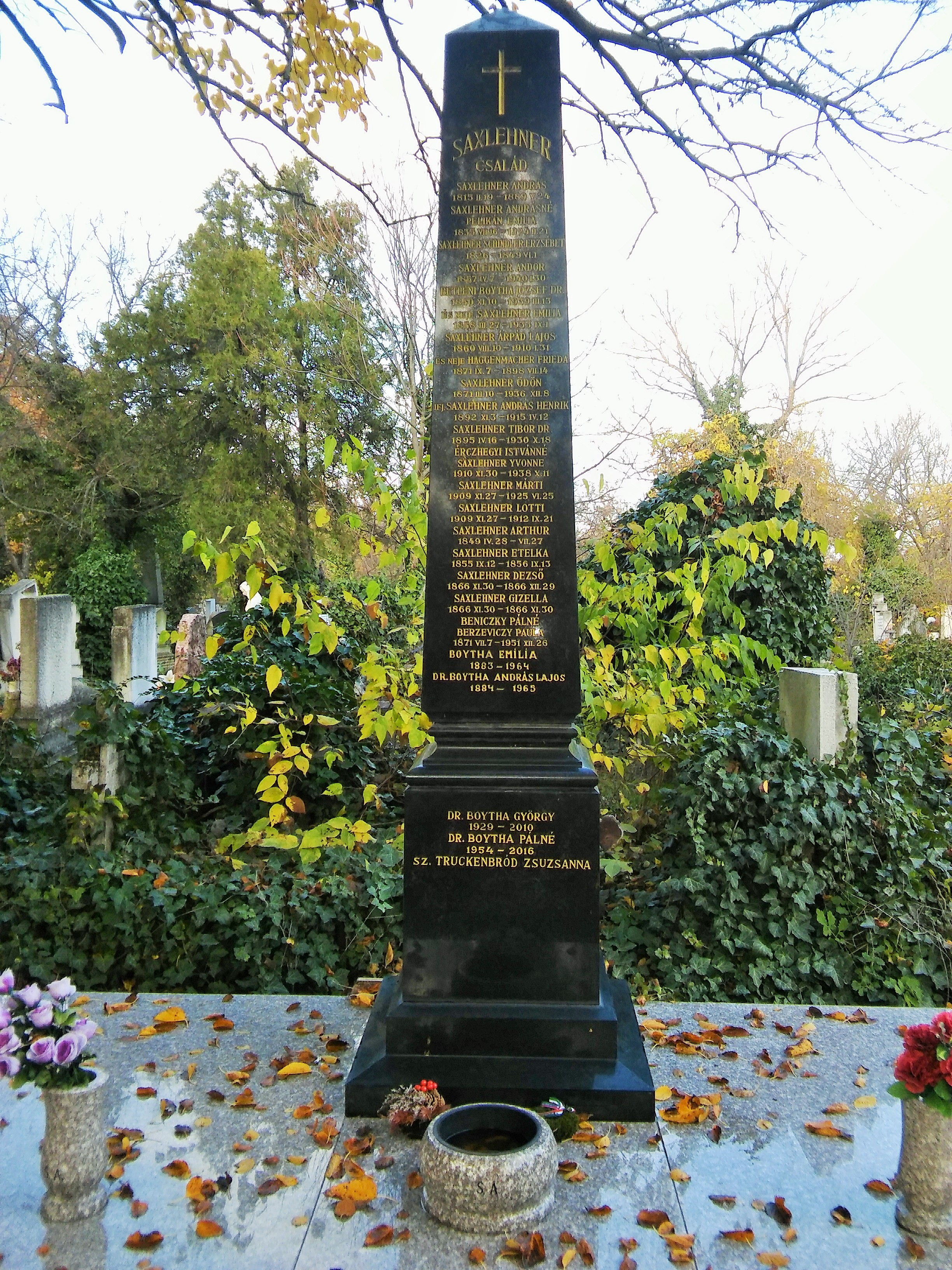
A Saxlehner-család mauzóleumáról áthelyezett obeliszk az Új köztemetőben

A temető négy sarkán négy nagy mauzóleumot emeltek, ezek egyike volt az északkeleti sarkra épült Saxlehner-mauzóleum. A türingiai eredetű német család nevezetes tagja volt Saxlehner András, aki az 1860-as években a budai gyógyvízforrások feltárásával megalapította a Hunyadi János keserűvíz vállalatot. Andrássy úti nagy bérpalotájához hasonlóan Czigler Győzővel terveztette meg családi mauzóleumát is, amely 1893-ban készült el. A szobrászati részeket Szécsi Antal dolgozta ki (falsírboltok, B440-443).
A mauzóleum a második világháború alatt, Budapest ostroma során (1944–1945) elpusztult. A sírboltból a csontokat 1953-ban az Új köztemetőbe helyezték át. A Taurus Gumiipari Vállalat később elfoglalta a temetőnek ezt a részét, ezért ma már a sírnak a helye sem található meg.

## Egyéb irodalom
- A Saxlehner család mauzóleuma a budapesti kerepesi úti temetőben In: Épitő Ipar, 1893-04-20 / 16. (850.) szám, 75. o.